# Bernolákovština

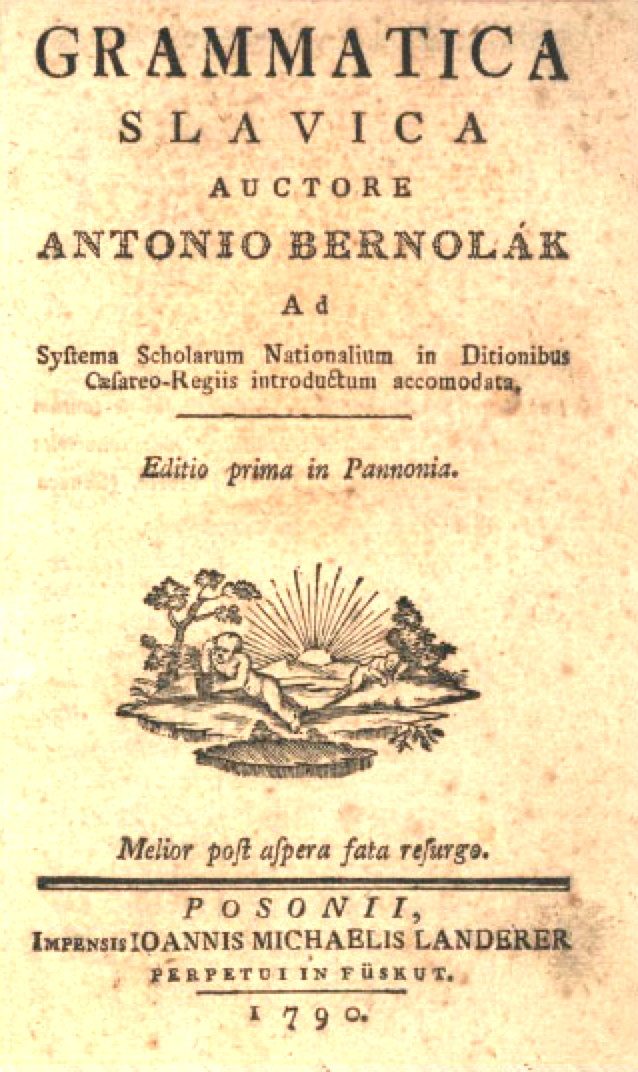
Titulní strana díla Grammatica Slavica od Antona Bernoláka (1790)

Bernolákovština (slovensky bernolákovčina, též Bernolákova (spisovná) slovenčina, Bernolákova kodifikácia spisovnej slovenčiny, bernolákovská slovenčina, dříve pak bernoláčtina) byla první kodifikovaná forma (spisovné) slovenštiny s nárokem na celospolečenskou platnost, podrobně popsaná v normativních příručkách. V roce 1787 ji ustanovil Anton Bernolák na základě kulturní západoslovenštiny s určitými prvky středoslovenského nářečí a s fonologickým pravopisem.
Období bernolákovské kodifikace spisovné slovenštiny souviselo s vystupňovaným národně-uvědomovacím procesem v jednotlivých oblastech Habsburské monarchie. Zvláštní význam mělo zřízení semináře pro výchovu kněží na Bratislavském hradě, kteří měli v duchu reforem působit mezi slovenským lidem. Tento nově zřízený seminář se stal ideovou i organizační základnou bernolákovského hnutí. Jádrem tohoto hnutí byla skupina vlasteneckých filologů, jak se sami nazývali, kteří pochopili, že šířit vzdělání a osvětu mezi pospolitým lidem a středními vrstvami lze jen srozumitelným a kultivovaným jazykem. Z tohoto přesvědčení pak vznikla první spisovná forma slovenštiny – bernolákovština.

## Bernolákovo dílo
Prozkoumat tehdejší stav a schopnost slovenštiny plnit funkci spisovného jazyka a současně formulovat kodifikační pravidla v její mluvené i psané podobě si dal za cíl již zmíněný Anton Bernolák (1762–1813). Začal kritikou dosavadního stavu užívání slovenštiny a poznatky shrnul v díle Dissertatio philologico-critica de literís Slavorum (1787). K němu připojil normativní spis Orthographia (1787), v němž se kodifikuje výběr grafémů a jejich používání, výslovnost, psaní velkých písmen a interpunkce. Gramatiku kodifikované slovenštiny popsal v knize Grammatica Slavica (1790) a tvoření slov ve spise Etymologia vocum slavicarum (1791). Současně připravoval i slovník, který však vyšel až po jeho smrti pod názvem Slowár Slowenskí Češko-Laťinsko-Ňemecko-Uherskí (1825–1827).

## Původ
Geneticky bernolákovština navazuje na kulturní západoslovenštinu trnavského typu. Její stavba však byla inovována středoslovenskými prvky (jedná se zejména o ď, ť, ň, ľ). Názor, že Anton Bernolák kodifikoval západoslovenské nářečí, je chybný.

## Jazyková charakteristika
Pravopis bernolákovštiny je diakritický (á, é, ď, ť, ž a podobně). Uplatňuje se v něm princip foneticko-fonologický (a–á, e–é, d–ď a podobně) a morfologický (Dub vzhledem k Dub-a, Dub-u). Při výběru písmen byla respektována tradice (w = v, g = j, ǧ = g, ale x = ks). Pro hlásky i, í jsou pouze písmena i, í (písmena y, ý se nepoužívala). S velkým počátečním písmenem se píší i podstatná jména (Woda, Zima, Dim). Bernolákovština neměla dvojhlásky, měla však měkké ď, ť, ň, ľ, páry k–g, dz–dž a podobně. V morfologii převládaly tvary známé v západní slovenštině (ženám, ulicám, dobrého, cudzého a podobně). Ve starší fázi v ní bylo i množství středoslovenských jevů. Například se vyskytovala dvojhláska ie (wgem, Pgesek), byly tvary s Pánom, o dobrom, padol a jiné. V mladší fázi v ní už byly jen západoslovenské jevy (wím, Písek, s Pánem, o dobrém, padel a jiné). Příčestí, některé tvary a slova měly českou podobu (Dúvera, milugíc). Stylisticky byla bernolákovština přiměřeně diferencovaná. Poměrně dobře je vypracován styl populárně-vědecký (Juraj Fándly), řečnický (kázání) a literárně-umělecký (Ján Hollý).

## Uplatnění
Celospolečenského uplatnění bernolákovština nedosáhla. Rozsah jejího rozšíření se měnil. Ve starší fázi negativně působila napjatá situace, která v Uhersku vznikla po francouzské revoluci a po odhalení revoluční činnosti jakobínů (1795). Kromě toho Towarišstwo litterného umeňá, které mělo šířit bernolákovštinu, zakrátko zaniklo.
V mladším období, kdy se oživil zájem o bernolákovštinu, se začaly rýsovat nové perspektivy řešení otázky spisovného jazyka pro Slováky. Jednu z perspektiv naznačila vydání středoslovenských folklorních textů (Ján Čaplovič, Pavel Josef Šafařík, Ján Kollár). Současně se nabízelo i jiné řešení. Na straně evangelických vzdělanců oživlo úsilí prosadit za spisovný jazyk Slováků češtinu. Původně to měla být její oficiální biblická podoba (Bohuslav Tablic, Juraj Palkovič), později její minimálně poslovenštěná forma (Ján Kollár) nebo její živá podoba pěstovaná v Čechách (mladí štúrovci). Bernolákovština však nakonec z veřejného života natrvalo ustoupila až po dohodě z roku 1851. Současná slovenština vychází z díla štúrovců a na rozdíl od západní slovenštinou formované bernolákovštiny je založena na nářečích středoslovenských.